# Мітілястер
Мітілястер (Mytilaster) — рід морських двостулкових молюсків.

## Види
- Mytilaster lineatus (Gmelin, 1791)
- Mytilaster marioni (Locard, 1889)
- Mytilaster minimus (Poli, 1795)
- Mytilaster solidus Monterosato, 1884 ex H. Martin ms.
- Mytilaster solisianus (d'Orbigny, 1842)